# Ieu Koeus
Ieu Koeus (tiếng Khmer: អៀវ កើស; 1905 – 14 tháng 1 năm 1950) là chính khách Campuchia. Ông từng làm Chủ tịch Quốc hội Campuchia từ năm 1946 đến năm 1949, và giữ chức Thủ tướng Campuchia trong vòng 9 ngày vào tháng 9 năm 1949. Ông là một trí thức có công trong việc thành lập Đảng Dân chủ Campuchia vào tháng 4 năm 1946, gầy dựng chính phủ tự xưng vào ngày 20 tháng 9 năm 1949, rồi sau bị Yem Sambaur thế chỗ vào ngày 29 tháng 9 cùng năm.
Ngày 14 tháng 1 năm 1950, Koeus tình cờ bị thương do trúng phải một quả lựu đạn ném vào trụ sở đảng lúc đang lãnh đạo Phong trào Liên minh Quốc gia. Kẻ ném lựu đạn đã bị cảnh sát bắt giữ, mới đầu hắn chịu thừa nhận, rồi sau cứ một mực phủ nhận rằng mình là thành viên của đảng Tự do đối lập. Tuy vậy, giới chức trách tình nghi chủ mưu vụ ám sát này khả năng đến từ nhiều phía bao gồm người Pháp, Quốc vương Sihanouk, Yem Sambaur, và phiến quân Issarak với rất ít bằng chứng hiện hữu. Koeus có đứa con trai tên là Ieu Pannakar cũng là một thượng nghị sĩ Campuchia.